# VNIIEM
VNIIEM (abréviation de Institut de recherche scientifique panrusse d'électromécanique) est un institut de recherche et un centre de production industriel russe spécialisé dans le secteur spatial et de l'électrotechnique. Ses principales productions sont  les satellites météorologiques Meteor, les satellites d'observation de la Terre Resours et Kanopus, les systèmes de conduite des centrales nucléaires RBMK et les systèmes de pompage utilisés sur les gazoducs. La société, qui a été créée en 1941 dispose de plusieurs établissements dont les principaux sont installés à Istra à environ 60 kilomètres à l'ouest de Moscou.